# فيكتوريا كلايتون
فيكتوريا كلايتون (بالإنجليزية: Victoria Clayton)‏ هي كاتِبة وكاتبة للأطفال بريطانية، ولدت في 1947.